# Ораштије
Ораштије (рум. Orăștie, мађ. Szászváros) град је у Румунији, у средишњем делу земље, у историјској покрајини Трансилванија. Ораштије је град у оквиру округа Хунедоара.
Ораштије је према последњем попису из 2002. године имао 21.213 становника.

## Географија
Град Ораштије налази се у крајње југозападном делу историјске покрајине Трансилваније, близу границе са Олтенијом. Од најближег већег града, Темишвара, град је удаљен 185 km источно.
Ораштије се образовао покрај реке Мориш, у долинском крају. Јужно од града се издижу Карпати.

## Историја
Према државном шематизму православног клира Угарске, 1846. године у месту је парох, поп Никола Поповић.
Ту су се након пропасти великог устанка Срба у Банату 1594. године населили бројни избегли Срби.

## Становништво
| 2011.  |
| ------ |
| 18.227 |

Матични Румуни чине већину градског становништва Ораштија (око 90%), а од мањина присутни су Мађари, Немци и Роми у веома малом броју. Немци (тј. Саси) су до средине 20. века чинили половину становништва града.

## Галерија
- Панорама старог дела Ораштија
- Румунска православна црква у Ораштију
- Градска кућа
- Градска гимназија